# Wildkamm
Der Wildkamm ist eine schmale, felsige Schneide in den Mürzsteger Alpen in der Steiermark. Er zweigt bei der Gingatzwiese in etwa 1740 m ü. A. vom zentralen Plateau der Veitschalpe nach Nordwesten in Richtung Niederalpl ab und erreicht im Großen Wildkamm 1874 m ü. A. sowie im Kleinen Wildkamm 1757 m ü. A.
Die Überschreitung des Wildkamms auf einem unmarkierten Steig ist eine lohnende Bergtour, setzt aber Trittsicherheit voraus und erfordert im Abschnitt zwischen der Gingatzwiese und dem Großen Wildkamm einfache Schrofenkletterei.
Durch die Ostrinne zwischen Wildkamm und Hoher Veitsch verlaufen ein markierter Anstiegsweg sowie im Winter die sehr beliebte Schiabfahrtsroute der Rodel.

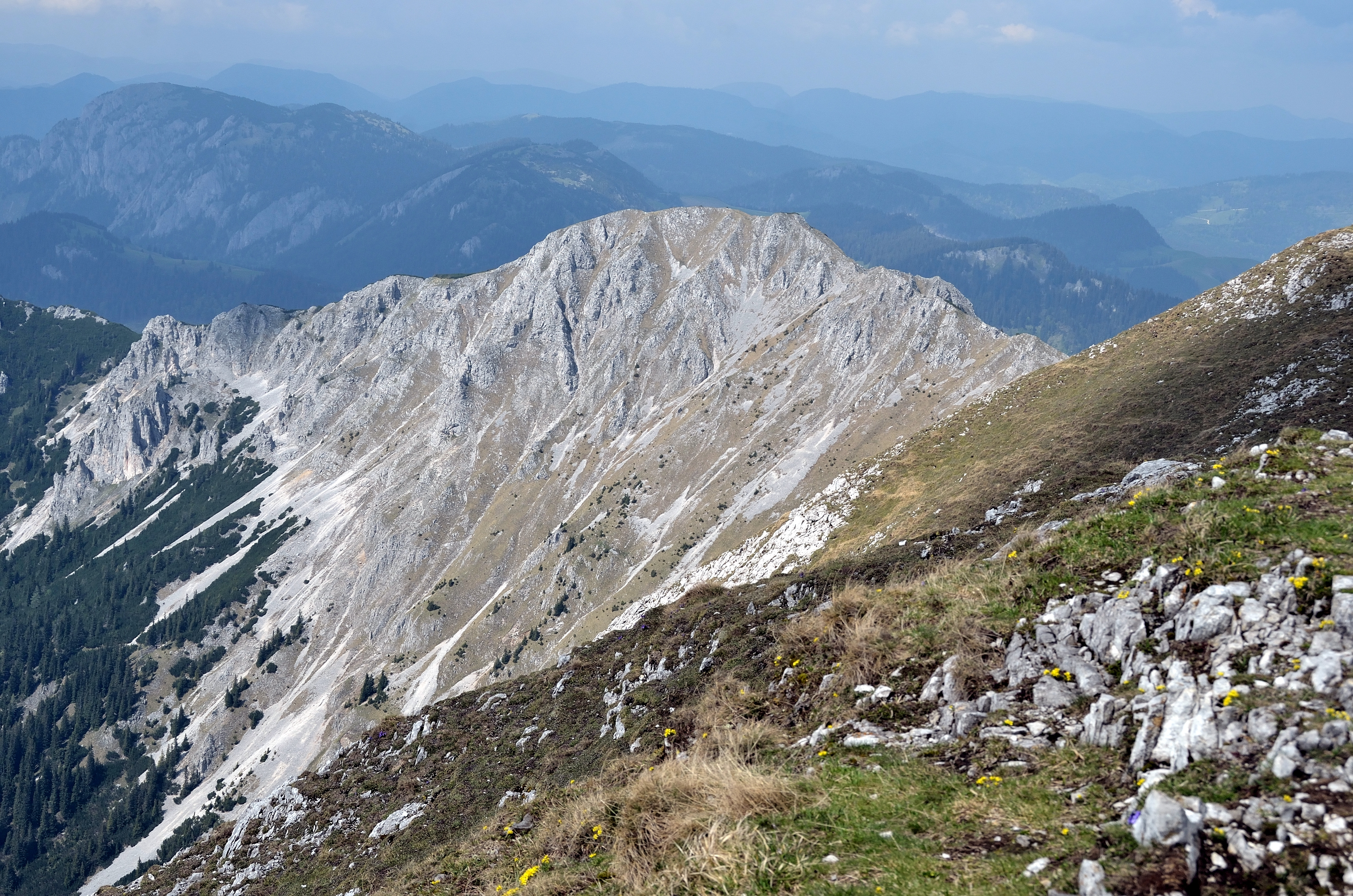
Wildkamm vom Gipfel der Hohen Veitsch
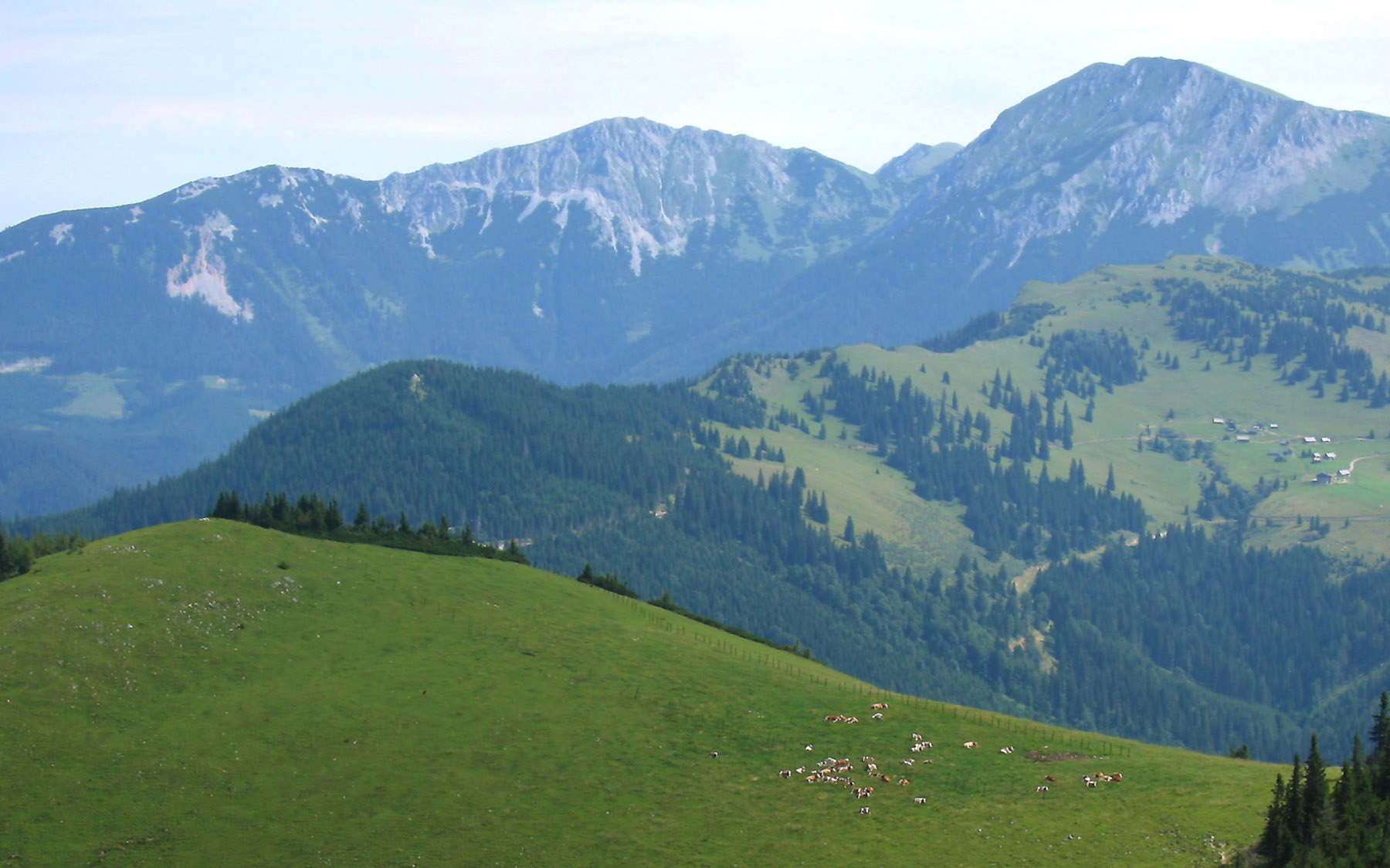
Kleiner und Großer Wildkamm, Hohe Veitsch (v.l.n.r) von Südwesten (Hochanger)